# Contea di Madawaska
La contea di Madawaska è una contea del Nuovo Brunswick, Canada di 33.422 abitanti, che ha come capoluogo Edmundston.

## Suddivisioni
|  | - City - Edmundston - Town - Saint-Léonard - Villaggi - Baker Brook - Clair - Lac-Baker - Rivière-Verte - Sainte-Anne-de-Madawaska - Saint-François-de-Madawaska - Saint-Hilaire - Comunità rurali - Saint-André - DSL - Parrocchia di Baker Brook - Parrocchia di Clair - Lac-Baker - Parrocchia di Madawaska - Notre-Dame-de-Lourdes - Paroisse de Rivière-Verte - Saint-Basile - Sainte-Anne - Saint-François - Paroisse de Saint-Hilaire - Saint-Jacques - Saint-Joseph - Parrocchia di Saint-Léonard - Siegas - Riserve indiane - Saint-Basile 10 |